# Авария на шахте № 20
Авария на шахте № 20 — техногенная катастрофа, случившаяся в ночь с 24 по 25 сентября 1948 года в угольной шахте треста «Болоховоуголь» близ посёлка Улановский в Киреевском районе Тульской области.
В районе 11-12 ночи произошло возгорание древесных отходов близ вентиляционного ствола шахты. По неофициальным данным, это случилось из-за неосторожного обращения с огнём рабочих, решивших согреться с помощью факела. Тление опилок на месте было замечено тремя шахтёрами, поднявшихся на поверхность. Однако из-за того, что работники самовольно раньше времени покинули рабочее место сообщать о возможном возгорании кому-либо они не стали и ушли домой.
Начавшийся пожар заметили в половине первого ночи, спустя полчаса дежурный по шахте вначале отключил вентилятор, тем самым загазовав выработки, потом вновь включил, но не на вытяжку, а на нагнетание, тем самым послал в штрек дополнительный поток отравленного воздуха (что как потом выяснилось и привело к фатальным последствиям). Чуть позже из Болохова прибыл отряд горноспасателей, однако вывести шахтёров они не смогли и чуть не угорели сами. В 2 часа ночи вентилятор был правильно запущен в реверсивном режиме, однако это уже не спасло ситуацию. Всего под землёй задохнулось 56 человек, из них 13 женщин.
Государственная комиссия по расследованию катастрофы под руководством Александра Засядько виновными в трагедии объявило: трёх шахтёров, не сообщивших о возгорании, главного инженера шахты и его заместителя — дежурного по смене. Было установлено, что работники предприятия не были ознакомлены с планом ликвидации аварий, на местах работ не имелось средств самозащиты и большинство рабочих не обучены пользованию ими. Семьям погибших была оказана материальная помощь, выделялось жильё.
Погибших горняков похоронили в братской безымянной могиле в селе Пятницком. Их имена появились на вновь установленном памятнике 27 сентября 2003 года.